# Mexikanische Badmintonmeisterschaft 1998
Die Mexikanische Badmintonmeisterschaft 1998 fand in Mexiko-Stadt statt. Es war die 50. Auflage der nationalen Titelkämpfe von Mexiko im Badminton.

## Sieger und Finalisten
| Disziplin    | Gold                             | Silber                               |
| ------------ | -------------------------------- | ------------------------------------ |
| Herreneinzel | Bernardo Monreal                 | Luis Lopezllera                      |
| Dameneinzel  | María de la Paz Luna Félix       | Aurora Salazar                       |
| Herrendoppel | Fernando de la Torre Luis Suárez | Bernardo Monreal Jaime González      |
| Damendoppel  | keine Daten                      | Gabriela Melgoza Rosa María Guerrero |
| Mixed        | Bernardo Monreal Laura Amaya     | keine Daten                          |

## Referenzen
- http://badminton.com.mx/index.php/campeones/singles-varonil